# Объединённая гражданская партия Юкона
Объединённая гражданская партия Юкона (англ. United Citizens Party of Yukon) — ранее существовавшая канадская политическая партия, действовавшая на территории Юкон. Основателем и лидером партии стал бывший премьер-министр Юкона Уиллард Фелпс.  

## История
Идея о создании партии у Уилларда Фелпса возникла ещё в 2009 году. Партия должна была быть создана для того, чтобы сместить тогдашнего премьер-министра Юкона Денниса Фенти, с которым Фелпс был в разногласиях из-за проведения секретных переговоров, направленных на приватизацию активов Yukon Energy Corp. 
Хотя Объединённая гражданская партия Юкона была официально зарегистрирована как политическая партия в конце 2010 года, по состоянию на 9 мая 2011 года её члены ещё не провели своё первое собрание. Вскоре первый съезд партии был отложен после того, как Уиллард Фелпс сломал ногу во время похода за продуктами в выходные:

Я был в продуктовом и не увидел, что кто-то пролил на пол кока-колу или кофе, и вдруг я сильно упал и сломал ногу.Оригинальный текст (англ.)I was grocery shopping and I didn't see a place where somebody had spilled Coke or coffee on the floor, and all of a sudden I took a bad fall and broke a leg.

До этого в конце апреля 2011 года он заявлял, что в скором времени уйдет из политики. Это означает, что он не будет вести партию Юкон на местных выборах, которые прошли осенью того же года.

У меня такое ощущение, что в это время нет непреодолимого желания идти с чем-то новым... Прошло два года, я не молодею и вряд ли вернусь в политику.Оригинальный текст (англ.)My sense of it has been that there's not an overwhelming urge at this time to go with something new... Two years have gone by, I'm not getting younger, and it's very unlikely I'll be getting back into politics.

Закон о выборах на Юконе требует, чтобы партия выставила по крайней мере двух кандидатов на всеобщих выборах, чтобы остаться зарегистрированной, чего партия не сделала 19 сентября 2011 года.